# Frank Löffler
Pour les articles homonymes, voir Loeffler.
Frank Löffler, né le 9 août 1980 à Immenstadt, est un sauteur à ski allemand.

## Biographie
Sa première récompense est obtenue aux Championnats du monde junior 1998, où il gagne la médaille d'or à la compétition par équipes.
Petit-fils du sauteur à ski Sepp Weiler, il fait ses débuts dans la Coupe du monde en février 1999 à Harrachov, terminant 24e (premiers points). En décembre 1999, il est déjà 12e d'un concours à Zakopane, puis atteint le top dix deux fois à Iron Mountain (septième et huitième), juste avant de monter sur le podium d'une épreuve par équipes disputée à Lahti (son seul podium).
En 2000-2001, il effectue une autre bonne saison, se classant 23e de la Coupe du monde, son meilleur résultat, avec un top dix à Kuopio (9e). En 2001, son moment fort est sa participation aux Championnats du monde à Lahti, occupant les 28e et 40e places en individuel.
En 2002, il est plus souvent utilisé dans la Coupe continentale, la deuxième division mondiale, remportant une manche individuelle et par équipes à Oberstdorf (édition estivale), sa base d'entraînement. En 2002, il devient aussi champion d'Allemagne en individuel et par équipes.
Il doit se faire opérer au genou après ces succès et manque la saison 2002-2003. Il gagne du muscle et du poids pour consolider sa jambe et gagne un titre par équipes aux Championnats d'Allemagne. Cependant l'entraîneur de l'équipe nationale Wolfgang Steiert le requiert de baisser sa masse corporelle pour être sélectionné, mais Löffler refuse de se plier à la règle et est donc suspendu.
Même si la Fédération allemande laisse la porte ouverte à Löffler pour un retour, il annonce sa retraite sportive en 2004, souhaitant conserver sa santé.

## Palmarès

### Championnats du monde
| Épreuve / Édition | Lahti 2001 |
| Petit tremplin    | 28e        |
| Grand tremplin    | 40e        |

### Coupe du monde
- Meilleur classement général : 23e en 2001.
- 1 podium en épreuve par équipes : 1 troisième place.
- Meilleur résultat individuel : 7e.

#### Classements généraux
| Compet'/Année | Compet'/Année | Classement général | Classement général |
| ------------- | ------------- | ------------------ | ------------------ |
| Compet'/Année | Compet'/Année | Class.             | Points             |
| 1999          | 1999          | 87e                | 7                  |
| 2000          | 2000          | 31e                | 193                |
| 2001          | 2001          | 23e                | 180                |
| 2002          | 2002          | 71e                | 8                  |